# Phủ Ninh
Phủ Ninh (chữ Hán giản thể: 抚宁区) là một quận thuộc địa cấp thị Tần Hoàng Đảo, tỉnh Hà Bắc, Cộng hòa Nhân dân Trung Hoa. Quận này có diện tích 1646 km², dân số năm 1999 là 512.422 người..Mã số bưu chính là 066300. Về mặt hành chính, quận này được chia thành 8 trấn, 3 hương.
- Trấn: Phủ Ninh, Đài Dinh, Đại Tân Trại, Lưu Tự Doanh, Ngưu Đầu Nhai, Du Quan, Thạch Môn Trại, Trú Thao Dinh.
- Hương: Đỗ Trang, Thâm Hà, Trà Bằng.